# Ctenus corniger
Ctenus corniger är en spindelart som beskrevs av F. O. Pickard-Cambridge 1898. Ctenus corniger ingår i släktet Ctenus och familjen Ctenidae. Inga underarter finns listade i Catalogue of Life.